# Marye Anne Fox
Marye Anne Payne Fox (Canton, Ohio, 9 de diciembre de 1947-Austin, Texas, 9 de mayo de 2021) fue una química orgánica y administradora universitaria estadounidense. Fue la primera jefa mujer ejecutiva de la Universidad Estatal de Carolina del Norte en Raleigh. En abril de 2004, Fox fue nombrada Canciller de la Universidad de California, San Diego. En 2010 Fox recibió la Medalla Nacional de Ciencia.

## Biografía

### Años tempranos
Fox nació en Canton, Ohio y recibió su B.S. por la Notre Dame Universidad y su Ph.D. por la Dartmouth Universidad, ambos en química. Y un postdoctoral por la Universidad de Maryland de 1974 a 1976. En 1975, se unió a la Facultad de la Universidad de Texas en Austin, y en 1994 fue vicepresidenta de investigación.

### Carrera
Es miembro de la Academia Nacional de Ciencias de Estados Unidos y ha servido como presidenta de la sociedad de estudios científicos Sigma Xi. Fox ganó un B.S. en química por la Notre Dame Universidad en 1969 y un Ph.D. por la Dartmouth Universidad en 1974. En 1976 se unió a la facultad de la Universidad de Texas en Austin, donde dirigió el Centro de Cinética y, en 1994, nombrada vicepresidenta de estudios. Incluso administradora universitaria, manteniendo un programa de búsqueda activo en los campos de fotoquímica y electroquímica orgánica.
En 2004, Fox aceptó la posición de Canciller en la Universidad de California, San Diego. En el mismo año, y a pesar de votos de censura, el Consejo NCSU de Trustees nombró un edificio con su nombre en su honor, el Marye Enseñanza de Ciencia Anne Fox Laboratorio.  El 5 de julio de 2011,  anunció su intención de dimitir de Canciller; desde junio de 2012 regresó a sus estudios y enseñanza.

### Vida personal
Fox estuvo casada con el profesor de química James K. Whitesell, con quien tuvo cinco hijos de sus matrimonios anteriores. Fox falleció en su casa el 9 de mayo de 2021 después de una larga enfermedad.

## Premios
- Agnes Fay Premio de Búsqueda del Morgan (1984), Iota Sigma Pi
- Medalla Garvan-Olin (1988)
- Havinga Medalla (1991), primera mujer recipient[3]
- Myron L. Bender Y Muriel S. Bender Summer Lectureship, Northwestern Universidad (1994)
- Medalla nacional de Ciencia (2010)[4][5]
- Othmer Medalla de oro (2012)[6][7][8]